# Diócesis de Pagadían
La diócesis de Pagadían (en latín: Dioecesis Pagadianensis, en inglés: Roman Catholic Diocese of Pagadian y en cebuano: Diyosesis sa Pagadian) es una circunscripción eclesiástica de la Iglesia católica en Filipinas. Se trata de una diócesis latina, sufragánea de la arquidiócesis de Ozámiz. que tiene al obispo Ronald Anthony Parco Timoner como su ordinario 2 de abril de 2025.

## Territorio y organización

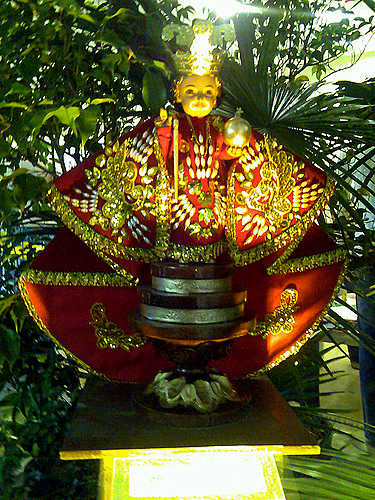
Estatua del Niño Jesús, Pagadían

La diócesis tiene 2861 km² y extiende su jurisdicción sobre los fieles católicos de rito latino residentes en la mayor parte de la provincia de Zamboanga del Sur de la región de la Península de Zamboanga en la isla de Mindanao.
La sede de la diócesis se encuentra en la ciudad de Pagadían, en donde se halla la Catedral del Niño Jesús. 
En 2021 en la diócesis existían 26 parroquias.

## Historia
La diócesis fue erigida el 12 de noviembre de 1971 con la bula Ut fidelium necessitatibus del papa Pablo VI, obteniendo el territorio de la arquidiócesis de Zamboanga, de la que originalmente era sufragánea.
El 24 de enero de 1983 pasó a formar parte de la provincia eclesiástica de la arquidiócesis de Ozámiz.
El 1 de enero de 1995 amplió su territorio al municipio de Margosatubig, que pertenecía a la prelatura territorial de Ípil (hoy diócesis de Ípil).

## Estadísticas
Según el Anuario Pontificio 2022 la diócesis tenía a fines de 2021 un total de 1 070 740 fieles bautizados.
| Año                                                                             | Población            | Población | Población      | Sacerdotes | Sacerdotes    | Sacerdotes    | Bautizados por sacerdote | Diáconos permanentes | Religiosos | Religiosos | Parroquias |
| Año                                                                             | Bautizados católicos | Total     | % de católicos | Total      | Clero secular | Clero regular | Bautizados por sacerdote | Diáconos permanentes | Varones    | Mujeres    | Parroquias |
| ------------------------------------------------------------------------------- | -------------------- | --------- | -------------- | ---------- | ------------- | ------------- | ------------------------ | -------------------- | ---------- | ---------- | ---------- |
| 1980                                                                            | 386 500              | 436 100   | 88.6           | 27         | 10            | 17            | 14 314                   |                      | 17         | 22         | 15         |
| 1990                                                                            | 408 937              | 564 000   | 72.5           | 33         | 24            | 9             | 12 392                   |                      | 9          | 39         | 18         |
| 1999                                                                            | 659 364              | 792 253   | 83.2           | 34         | 34            |               | 19 393                   |                      | 3          | 31         | 24         |
| 2000                                                                            | 668 000              | 803 000   | 83.2           | 35         | 35            |               | 19 085                   |                      | 1          | 48         | 24         |
| 2001                                                                            | 677 000              | 814 000   | 83.2           | 30         | 30            |               | 22 566                   |                      | 1          | 36         | 24         |
| 2002                                                                            | 686 000              | 825 000   | 83.2           | 34         | 34            |               | 20 176                   |                      | 1          | 42         | 24         |
| 2003                                                                            | 784 868              | 976 681   | 80.4           | 41         | 34            | 7             | 19 143                   |                      | 9          | 43         | 24         |
| 2004                                                                            | 797 000              | 992 000   | 80.3           | 43         | 36            | 7             | 18 534                   |                      | 8          | 53         | 24         |
| 2013                                                                            | 943 000              | 1 173 000 | 80.4           | 52         | 44            | 8             | 18 134                   |                      | 12         | 42         | 24         |
| 2016                                                                            | 993 000              | 1 236 000 | 80.3           | 51         | 41            | 10            | 19 470                   |                      | 17         | 56         | 24         |
| 2019                                                                            | 1 041 940            | 1 296 915 | 80.3           | 57         | 41            | 16            | 18 279                   |                      | 21         | 35         | 25         |
| 2021                                                                            | 1 070 740            | 1 332 800 | 80.3           | 55         | 42            | 13            | 19 468                   |                      | 15         | 36         | 26         |
| Fuente: Catholic-Hierarchy, que a su vez toma los datos del Anuario Pontificio. |                      |           |                |            |               |               |                          |                      |            |            |            |

## Episcopologio
- Jesus Balaso Tuquib † (24 de febrero de 1973-31 de marzo de 1984 nombrado arzobispo coadjutor de Cagayán de Oro)
- Antonio Realubin Tobias (14 de septiembre de 1984-28 de mayo de 1993 nombrado obispo de San Fernando de La Unión)
- Zacharias Cenita Jimenez † (2 de diciembre de 1994-11 de junio de 2003 nombrado obispo auxiliar de Butuán[nota 1])
- Emmanuel Treveno Cabajar, C.SS.R. (14 de mayo de 2004-22 de noviembre de 2018 retirado)
- Ronaldo Ignacio Lunas, (22 de noviembre de 2018-2 de enero de 2024 falleció)
  - Sede vacante, 2024-2025
- Ronald Anthony Parco Timoner por sucesión el 2 de abril de 2025